# NGC 1731
NGC 1731 је расејано звездано јато у сазвежђу Златна риба које се налази на NGC листи објеката дубоког неба.
Деклинација објекта је - 66° 55' 31" а ректасцензија 4h 53m 32,1s. Привидна величина (магнитуда) објекта NGC 1731 износи 9,9. NGC 1731 је још познат и под ознакама ESO 85-SC12.